# Гаген з Троньє

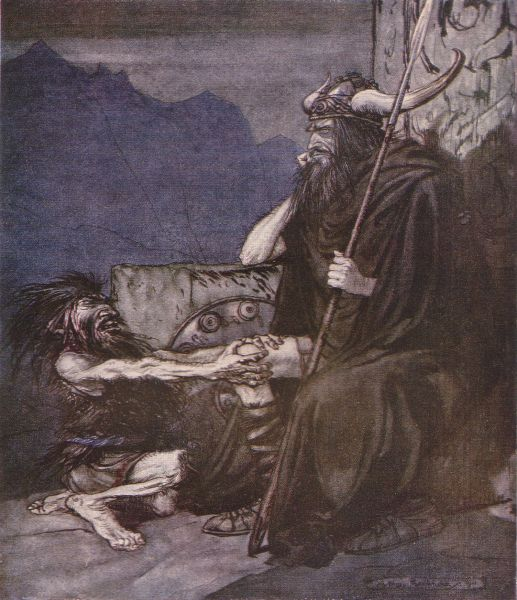
Гаген та гном Альберіх

Гаген з Троньє (Hagen von Tronje, Hagen von Troia) — персонаж германсько-скандинавського епосу («Пісня про Гегні, вбивцю Сігурда», «Сага про Тідрека») та один із головних персонажів «Пісні про Нібелунгів». Hagen — германська форма його імені, середньоверхньонімецька — Hagene, скандинавська — Högni або Hogni.

## Гаген в «Пісні про Нібелунгів»
В «Пісні про Нібелунгів» Гаген фігурує як Гаген з Троньє. Троньє іноді ототожнюється з містом Троген в Бельгії, іноді — з міфічною Троєю (в поемі «Вальтарій» IX-го століття він згадується як «нащадок троянського роду»). В молодості Гаген виховувався у короля гунів Етцеля, завдяки чому володіє знаннями про гунів. У поемі Ортвід Мецський називає його «дядею» (вірш 83).
Гагенові взагалі притаманним є міфічне всезнання. Наприклад, в 3-й авентюрі «Пісні про Нібелунгів» король Гюнтер відсилає за Гагеном у момент приїзду Зігфріда й Гаген з першого погляду впізнає Зігфріда (хоча раніше його не бачив) й видає про нього нагора детальну інформацію. У 24-й авентюрі Гаген передбачає загибель бургундів у країні гунів. У 25-й авентюрі він здійснює епічний подвиг: наодинці перевозить 10-титисячний загін бургундів через Дунай.
Образ Гагена складний та неоднозначний. У першій частині «Пісні…» він є швидше негативним персонажем. Він — головний рушій конфлікту між Зігфрідом та гюнтером. Саме він підштовхує королів вбити Зігфріда й зорганізовує це вбивство. Саме він підступно вивідує вразливе місце на тілі Зігфріда в його дружини, й вражає його списом у спину. Саме він підкидає труп Зігфріда на поріг будинку Крімгільд.

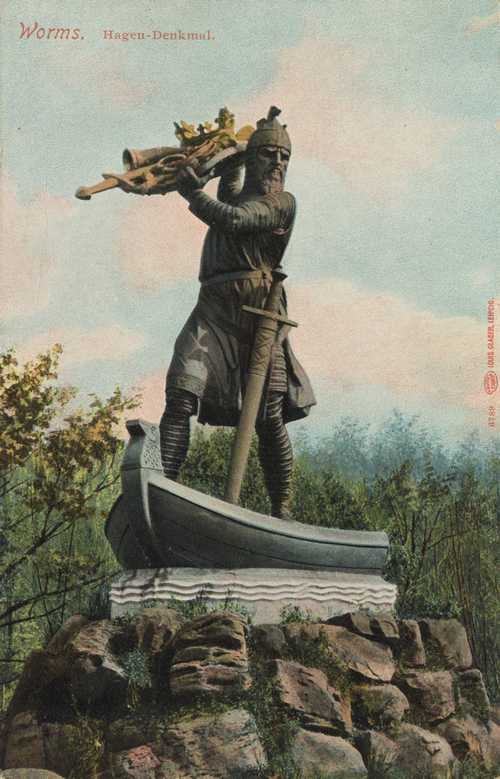
«Гаген кидає золото в Рейн». Пам'ятник у Вормсі.

Але у другій частині поеми Гаген здійснює подвиг з переправою через Дунай, дізнається про майбутнє бургундів у оракулів, під страхом смерті відмовляється видавати Крімгільд таємницю скарбу Нібелунгів. Гаген демонструє риси звитяжного воїна, але від цього не стає менш підступним та жорстоким: він вбиває юного сина Етцеля, без будь-якої причини відрубує руку придворному скрипалеві (пор. з Карною «Магабгарати», який також поєднує звитягу з жорстокістю). Гаген гине ганебною смертю (від руки жінки), яка жахає Гільдебранда та Етцеля. Гільдебранд говорить: «Собі я не пробачу, коли за бійця з Троньє не помщуся» — й убиває Крімгільд в присутності її чоловіка, при чому останній не протидіє. Крімгільд (позитивний персонаж першої частини поеми) отримує заслужену смерть за вбивство Гагена (негативного персонажа першої частини поеми).
Коли Зігфрід збирається їхати до країни бургундів, його батько окремо попереджає його про Гагена (строфи 53-54, 3-тю авентюра):
Та знай, що люди Гунтера зарозумілі надто;
Сміливий Гаген вартий усіх, як взяти разом,
Він не допустить жодної до короля образи.
Диви, мій сину, не сварись ніколи ти із ним,

Якщо ми й справді хочемо, щоб їхали свати.

## Гаген в скандинавському епосі
В скандинавських версіях Гаген (Гьогні) часто є позитивним персонажем, в головній масі пісень «Старшої Едди» він не вбиває Сігурда-Зігфріда, а навіть заступається за нього перед своїм старшим братом. В «Короткій пісні про Сігурда» Гьогні намагається відмовити гуннара від злодійського вбивства їх побратима Сігурда:
Не добре нам
Чинити так —
Мечем сікти
Нами дані клятви.

Винятком є пісня «Мова Гамдіра», найдавніша в Едді, де згадується «Подвиг Гьогні»:
Гамдір сказав,
духом відважний:
«Не похвалила б ти
подвигу Гьогні,
коли вони Сігурда
сон перервали,
ти сиділа на ложі,

а вбивці сміялись».

Але й у цій пісні «Старшої Едди» головним винуватцем вбивства постає не Гьогні, а його старший брат:
«Сігурд помер… — в тому Гуннар винен є!»
У «Сазі про Тідрека» Гаген-Гьогні є сином надприродної істоти альба й матері королів Бургундії, тобто є зведеним братом бургундським королям. У такій інтерпретації поведінка Гагена набуває міфічного сенсу: він не просто вбиває Сігурда, а мститься тому за альбів, в яких Сігурд відібрав скарб. Він є певною зброєю, яка несе смерть володарям проклятого скарбу.
В ісландській «Пісні про Атлі» (IX ст.) та в «Мові Атлі» (XII ст.) Гьогні помирає жахливою смертю: йому вирізають серце.
«Хай серце Гьогні
в руці моїй буде,
серце криваве
сина конунга,
гострим ножем
з грудей вивергнуто».
У гренландській «Пісні про Атлі» збереглася давніша версія смерті Гагена. Головна відмінність полягає в тому, що в «Пісні про Атлі» Гудрун мститься своєму чоловікові за те, що він вбив її братів Гуннара та Гьогні, тоді як в «Пісні про Нібелунгів» Крімгільд (Гудрун), навпаки, мститься братам за те, що вони вбили її чоловіка Зігфріда (Сігурда). Давніша форма переказу відображає мораль родового суспільства (брати ближчі від чоловіка), новіша — мораль феодального суспільства (чоловік ближчий від братів).

## Гаген в пізній літературі та кіно
- В XX столітті Гаген з'являється в німецькому фільмі «Нібелунги» (1924), де його грає Ганс Адальберт Шлеттов. В фільмі є відмінності від поеми, але загалом образ Гагена істотно не змінився.
- Ім'я «Гаген» з поеми запозичив Нік Перумов для свого персонажа в романі «Загибель богів» з циклу «Літописи Гйорварда» — природженого воїна та учня Істинного Мага Гедіна.